# Norwegian Air International
Norwegian Air International war eine irische Billigfluggesellschaft mit Sitz in Dublin und Basis auf dem Flughafen Dublin. Sie war eine Tochtergesellschaft der Norwegian Air Shuttle. Im April 2021 wurde ihr Betrieb von der schwedischen Schwestergesellschaft Norwegian Air Sweden übernommen.

## Geschichte
Norwegian Air International wurde 2014 gegründet, um das Open-Skies-Abkommen nutzen und so Flüge in die USA durchführen zu können. Im Februar 2014 erhielt Norwegian Air International eine Betriebsgenehmigung und Luftverkehrsbetreiberzeugnis nach irischem Recht ausgestellt. Dadurch bekam sie die Verkehrsrechte der EU.
Kritik an den Plänen kam vor allem aus den USA aber auch von europäischen Fluggesellschaften wie Air France, KLM und Lufthansa. Grund dafür war unter anderem die Eröffnung eines Rekrutierungsbüros in Singapur, um thailändisches Bordpersonal anzuwerben. Daraufhin schrieben die Chief Executive Officers der Gesellschaften einen Beschwerdebrief an die Europäische Kommission.
Ab 2017 sollten Langstreckenflüge von Irland und Nordirland in die USA mit Boeing 737 Max 8 angeboten werden. Die ersten beiden Maschinen, die geleast sind, wurden am 29. Juni 2017 ausgeliefert.
Am 18. November 2020 beantragte die Fluggesellschaft in Irland Gläubigerschutz, die Geschäfte konnten zunächst unter Aufsicht weitergeführt werden.

## Flugziele
Norwegian Air International führte von ihren Drehkreuzen zahlreiche Urlaubsziele in Europa sowie nach Nordamerika durch.

### Codesharing
Norwegian Air kooperierte mit easyjet und WestJet.

## Flotte
Mit Stand April 2021 bestand die Flotte der Norwegian Air International aus 16 Flugzeugen mit einem Durchschnittsalter von 6,4 Jahren:
| Flugzeugtyp      | Anzahl | bestellt | Anmerkungen               | Sitzplätze (Economy+/Economy) |
| ---------------- | ------ | -------- | ------------------------- | ----------------------------- |
| Boeing 737-800   | 16     |          | mit Winglets ausgestattet | 189 (-/189)                   |
| Boeing 737 Max 8 | 0      |          |                           | 189                           |
| Gesamt           | 16     |          |                           |                               |